# Anunciantes del Final
Anunciantes del Final  es el álbum debut de estudio creado por la banda ecuatoriana de thrash metal Profecía, se lanzó primero en casete y al poco tiempo en CD, siendo la primera banda underground en lanzar un demo en formato CD en su país, por lo que le ha dado ese reconocimiento a este trabajo.

## Lista de canciones
| N.º | Título                             | Duración |  |
| 1.  | «El Último Mensaje (Instrumental)» | 1:48     |  |
| 2.  | «No a la 3.ª Destrucción»          | 6:17     |  |
| 3.  | «Pandilleros del Cielo»            | 3:53     |  |
| 4.  | «Anunciantes del Final»            | 8:30     |  |
| 5.  | «Verdugo de Demonios»              | 6:25     |  |
| 6.  | «Juicio Final»                     | 4:55     |  |
| 7.  | «Lavado Cerebral»                  | 5:18     |  |
| 8.  | «Pandilleros del Cielo (Vivo ’95)» | 4:00     |  |
| 9.  | «Llantos Inocentes (Vivo ’95)»     | 4:02     |  |

## Integrantes
- Erick Alava – Voz, Guitarras
- Johnny Reyes – Guitarras
- Xavier Muñoz – Bajo
- Jimmy Naranjo – Batería

- Datos: Q55403512